# Saturnino Romero Chacón
Saturnino Romero Chacón (Herrera del Duque, 1941-Madrid, 16 de mayo de 2017) fue un historiador y maestro jubilado.

## Trayectoria
Estudió sus primeros años en Herrera del Duque en el antiguo colegio del convento. Realizó sus estudios de bachiller en 1951 en el colegio Corazón de María de Don Benito. En 1954 estudia en magisterio en Badajoz. Tras aprobar las oposiciones primero fue maestro en Fuenlabrada de los Montes y posteriormente fue llamado al servicio militar en Ifni. En el año 1964 volvió y toma posesión en Herrera del Duque durante 40 años hasta el año 2001. Una vez jubilado de sus tareas docentes está comprometido en acciones sociales y escribe sobre su villa natal, Herrera del Duque.

## Publicaciones
- "De miajón, roza y jara, estampas de una época, Herrera del Duque, 1940-2000".
- "No ha cementerio en esta villa..., historia de Herrera, de la prehistoria al siglo XIX".
- "Tal como fuimos".[3]